# Croce di San Faustino
La Croce di San Faustino o reliquiario della Santa Croce è un reliquiario in argento dorato e cristallo di rocca (45,5x25x4 cm) della bottega dei Delle Croci, databile tra la fine del XV secolo e l'inizio del XVI secolo e conservato nel tesoro della chiesa dei Santi Faustino e Giovita di Brescia.

## Storia
Il reliquiario viene commissionato tra la fine del Quattrocento e gli inizi del Cinquecento dalle monache del monastero di Santa Giulia a Brescia, molto probabilmente come croce d'altare. L'adattamento della croce a reliquiario, eseguito per custodire un consistente frammento ritenuto della Vera Croce, avviene in epoca tarda, sicuramente dopo il 1657, anno in cui la badessa Angelica Baitelli compila i suoi Annali del monastero e cita la reliquia all'interno della croce. L'opera rimane nel tesoro del monastero fino alla sua soppressione, avvenuta nel 1797 per mano della Repubblica Bresciana.
Sottratto alle monache, la croce viene trasferita, assieme alla reliquiario delle Sante Spine di pari provenienza e commissione, nel tesoro delle Sante Croci in Duomo vecchio, aggiungendosi ai pezzi tradizionali. Durante la processione organizzata per il Giubileo del 1826, la croce e la reliquia vengono esposte ai fedeli nella chiesa dei Santi Faustino e Giovita, riscuotendo un grande successo devozionale.
Il parroco Giovanni Battista Lurani Cernuschi, accompagnato dall'entusiasmo popolare, ne chiede egli stesso la custodia, per la quale si offre di far costruire un nuovo, importante altare nella chiesa dove posizionare la reliquia. La richiesta viene accolta e, già nel 1828, il frammento della Vera Croce viene accolto nel nuovo altare, il primo a destra, all'interno di una nuova croce-reliquiario fabbricata appositamente. Il reliquiario originale, per una migliore e sicura custodia, viene trasferito nel tesoro della chiesa, dove si trova tuttora.

## Descrizione
Il piede è a base esalobata mistilinea, poggiante su un alto gradino traforato e decorato con racemi vegetali a candelabra, che incorniciano tre medaglioni raffiguranti san Vittore (in abito di guerriero, con spada e palma del martirio), san Benedetto (in abiti monacali con libro in mano) e una monaca reggente una croce astile, probabilmente santa Giulia.
Il fusto, a sezione esagonale, è interrotto da un nodo architettonico a tempietto scandito da bifore su colonnine, sormontate da timpano ad arco acuto e intervallate da contrafforti con cuspide in sommità. Le estremità della croce sono tutte quadrilobate e i bracci presentano un finissimo fregio a racemi su entrambi i lati, tranne sul braccio verticale del retro che è occupato dalla teca in cristallo di rocca un tempo contenente la reliquia.
Nei medaglioni quadrati in cornice quadriloba delle estremità sono lavorate a sbalzo varie figure: sul fronte (dalla figura di destra in senso orario) si vedono il bue di san Luca, l'angelo di san Matteo, il leone di San Marco, l'aquila di san Giovanni e sant'Elena all'incrocio dei bracci, mentre sul retro (stesso verso di lettura) vi sono la Madonna, una santa martire, san Pietro e un pellicano. Completa la croce un ornato vegetale a boccioli sull'intero perimetro, completamente traforato.

## Stile
L'interesse critico per la croce ha inizio in occasione della sua esposizione alla grande mostra di arte sacra tenutasi nel Duomo vecchio nel 1904: i primi commentatori, tra cui Adolfo Venturi, assegnano il piedistallo al Quattrocento e la croce al Cinquecento, basandosi sulle notevoli differenze di stile tra le due parti. Antonio Morassi, nel 1939, riprende l'argomento e separa la croce dal piedistallo sia dal punto di vista cronologico, sia da quello della fattura, sostenendo che la croce presenta "fattura accuratissima e offre analogie con le opere di Bernardino delle Croci".
La successiva critica sottolinea costantemente la discontinuità delle due parti e richiama le affinità stilistiche del piede e del fusto con le analoghe parti del reliquiario delle Sante Spine, anch'esso proveniente dal monastero di Santa Giulia, mentre per la croce si rimanda alla Croce di Sant'Afra, molto simile.
Renata Massa, nel 1997, offre per prima una nuova visione critica dell'opera, proponendo di superare la distinzione temporale tra le due parti "considerando che nell'ambito della produzione orafa il gotico, profondamente radicato nella cultura lombarda, fu una presenza costante accanto alle espressioni della cultura rinascimentale fin oltre la metà del Cinquecento". L'asserzione sarebbe suffragata dal confronto con altre opere del periodo, quale lo stesso reliquiario delle Sante Spine o il reliquiario di san Biagio nella chiesa di Lorenzo. In ogni caso, comunque, la croce appare davvero come l'assemblaggio di due parti stilisticamente discontinue.
La Croce di Sant'Afra, che si potrebbe dire la sua "gemella", presenta le stesse caratteristiche e questo dovrebbe forse bastare per confermare che croce e piedistallo non sono frutto di due fatture cronologicamente separate. Ardua l'assegnazione a un particolare orafo del periodo, anche se l'appartenenza alla bottega dei Delle Croci sarebbe confermata dall'alto livello qualitativo dell'opera.